# Styrmir Kárason
Styrmir Kárason, dit Styrmir le Savant, né vers 1170 et mort le 20 février 1245, est un lögsögumaður, scalde et écrivain islandais. Il est l'auteur du Styrmisbók, un manuscrit rédigé d'après le Landnámabók, basé également sur d'autres sources écrites et orales.